# لعنة

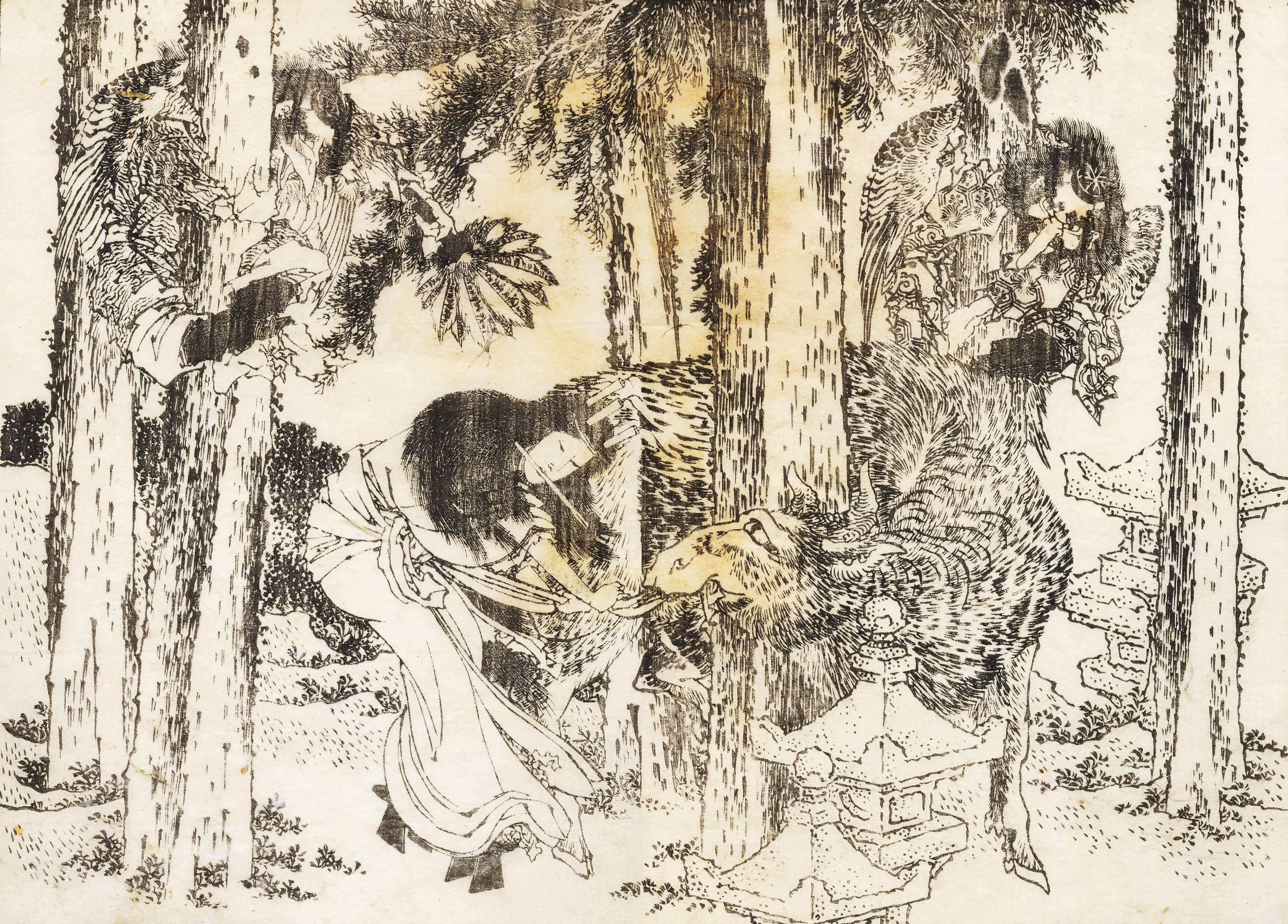
امرأة تقوم بطقوس اللعنة وفق الثقافة اليابانية.

اللعنة هي أي رغبة صريحة في أن تصيب المحن أو أي شكل من أشكال سوء الحظ كيانًا ما، سواء كان شخصا أو مكانا أو كائن. على وجه الخصوص، قد تشير «اللعنة» إلى الرغبة بإلحاق الضرر من قبل أي قوى خارقة للطبيعة، كالصلاة أو السحر أو الإله أو قوى الطبيعة أو الأرواح. في العديد من النظم العقائدية، يعتبر أن اللعنة في حد ذاتها (أو الطقوس المصاحبة) لديها بعض القوة لتسبب النتيجة.

## في الدين
البركة نقيض اللعنة وتتخذ اللعنة في النص الديني شكل رغبة لمنع الخير أو البركة عن الشيء أو الشخص الملعون ولكن مع ذكر اسم الله فيها فيقال: «لعنة الله عليه أو لعنه الله» وغالباً ما تكون هذه الرغبة صادرة عن الرب أو من أنبيائه أو حتى ملائكته، وتأثير اللعنة مقرون بقبول الرب لتنفيذ تلك رغبة الشخص تبعاً لقوة صلته معه كأن يكون صالحأً أو نبياً، لكن الأديان تنبذ عموماً قيام الأشخاص باللعن فيما بينهم لئلا تنتشر البغضاء والكراهية ولأتفه الأسباب وما يترتب على ذلك من إفشال الدعوة إلى الدين أمام الكافرين به. ويكون للعنة شروط كما في الدين الإسلامي.

### في اليهودية والمسيحية
ذكر الكتاب المقدس عدداً من الأشياء والأشخاص الذين شملتهم اللعنة وهم كما يلي سواء أكانت اللعنة صادرة عن الرب أو عن الأنبياء:
1- الأفعى (الحية): وهي الأفعى التي أغوت حواء بالأكل من الشجرة المحرمة في الجنة، حيث ورد في الكتاب المقدس أن الرب خاطب الأفعى: «ملعونة أنت من جميع البهائم ومن جميع وحوش البرية على بطنك تسعين وتراباً تأكلين كل أيام حياتك وأضع عداوة بينك وبين المرأة وبين نسلك ونسلها وهو يسحق رأسك».
2- الأرض: كذلك أصابت اللعنة الأرض التي خرجت منها الشجرة المحرمة، والتي تخرج ثمراً للأكل، إذ تعتبر وفق المنظور المسيحي عقوبة ضمنية على الإنسان نفسه، إذ قال له الرب: «ملعونة الأرض بسببك بالتعب تأكل منها كل أيام حياتك وشوكاً وحسكاً تنبت لك، حتى تعود إلى الأرض التي أخذت منها» (تكوين 3: 17 –19)، وبهذه اللعنة بدأت الأرض تتمرد على الإنسان، كما أصبحت الحيوانات تتمرد عليه، ممثله في الحية.
3- قابيل (قايين): وهو أول إنسان لعنه الرب لقتله أخيه هابيل وهذه اللعنة نجدها واضحة في الكتاب المقدس: «متى عملت الأرض، لا تعود تعطيك قوتها» (تكوين 4: 12).
4- ذرية كنعان ابن حام: كنعان هو ابن حام ابن نوح عليه السلام، حيث يذكر الكتاب المقدس بأن نوحاً وجه لعنة إلى كنعان وذريته وتعرف بـاسم «لعنة حام»، والبعض يرى أن تلك الحادثة تعبر عن ديانة لها أيديولوجية في التمييز العرقي لتبرر استعباد نسل حام من الأفارقة.
و ورد في الإسرائيليات ما يعتقد أنه تصنيف حامي غير دقيق وأنه مجرد وصف لشعب أو شخص بصفات ذميمة أو انه على درجة أقل من الشعوب الأخرى حيث ورد أن حام وأبنائه ملعونون وكرسوا لخدمة أبناء سام ويافث من أبناء نوح الأربعة بحسب الرواية التي تقول أن حام قام بالاستهزاء والنظر إلى عورة أبيه نوح مما دفع الأخير لدعوة الله أن يلعن ذريته، تظهر صورة عملاً فنيياً يمثل نوح وهو يشيح بوحهه عن كنعان الذي حلت عليه اللعنة.
5- المخطئون: وهم الذين عصوا الرب، حيث ورد ذكر عدد من اللعنات على أولئك المخطئين في عدة مواضع من العهد القديم، ومنها ورد في سفر التثنية: «إن الإنسان البار، به تتبارك الأرض، والإنسان الخاطئ بسببه تُلْعَن الأرض»، حيث يقول الرب لمن يحفظ وصاياه: «مباركاً تكون في المدينة ومباركاً تكون في الحقل ومباركة تكون ثمرة بطنك وثمرة أرضك» (تثنية 28: 3، 4). بينما يقول لمن لا يحفظ وصاياه: «ملعوناً تكون في المدينة، وملعوناً تكون في الحقل...ملعونة تكون ثمرة بطنك وثمرة أرضك» (تثنية 28: 16، 18)، وعندما تلعن الأرض يقل خيرها وتنتج شوكاً وحسكاً.
6- يهوه: الذي كان ينبغي عليه بناء مدينة أريحا - فلسطين.
7- أطفال بيت إيل: ذهب إليشع (أحد أنبياء بني إسرائيل) ليزور مدرسة الأنبياء في (بيت إيل) وكان هناك في بيت إيل (عجل يربعام) الذي يعبدونه ويكرهون من يوبخهم على هذه العبادة لذلك كانوا دائماً يسخرون من الأنبياء، فسخر جماعة من الأطفال من صلعة النبي إليشع فلعنهم باسم الرب فافترس اثنين من الدببة 42 طفلاً منهم، ويرى البعض أن لعنة إليشع على الصبيان هي تأديب لـ (بيت إيل) كلها لترهب الله الذي تركوه.
ويذكر الكتاب المقدس (العهد القديم) ذلك: «ثم صعد من هناك إلى بيت إيل وفيما هو صاعد في الطريق إذا بصبيان صغار خرجوا من المدينة وسخروا منه وقالوا له اصعد يا أقرع اصعد يا أقرع. فالتفت إلى ورائه ونظر اليهم ولعنهم باسم الرب فخرجت دابتان من الوعر وافترستا منهم اثنين واربعين ولدًا. وذهب من هناك إلى جبل الكرمل ومن هناك رجع إلى السامرة» (سفر الملوك الثاني 19- 25)
8- شجر التين العقيمة: نجد ذلك في العهد الجديد حيث يلعن المسيح شجرة تين غير مثمرة مع أنه لم يلعن أحداََ أو شيئاََ طيلة أيامِ حياتِهِ كما لم يلعن الذين ضربوهُ أو شتموه، فما الذي جَعَلَ المسيح الحليم الصبور العطوف يلعنُ الشجرةَ؟ يقول كثيرُُ من المُفَسِرين إن الشجرة كانت مورِقَة وبلا ثمر ولهذا لعنها لأنها كألمؤمن الذي يؤمن وليس لهُ أعمال حسنة إي إنَهُ هو الآخر ملعونُُ أيضاََ.

## 2- في الإسلام
لا ينفي الإسلام تأثير اللعنة حتى ولو صدرت من بشر مع أن اللعنة قد تحل (بعكس هدفها) على الشخص الذي لعن بدلاً من الشخص المستهدف في اللعن وذلك وفقاً لمشيئة الله الذي يختص وحده بإبطال أو تفعيل تأثير اللعنة أو عكس اتجاهها كما نجد في الحديث الشريف التالي:
عن أبي الدّرداء قال: قال محمد رسول الله ﷺ: «إن العبد إذا لعن شيئًا صعدت اللّعنة إلى السّماء فتغلق أبواب السّماء دونها، ثُمّ تهبط إلى الأرض فتغلق أبوابها دونها، ثُمّ تأخذ يمينًا وشمالً، فإذا لم تجد مساغًا رجعت إلى الذًي لعن فإن كان لذلك أهلاً وإلا رجعت إلى قائلها».
وهذا يعني أن اللعنة قد ترجع إلى قائلها وتحل عليه إذا لم يكن المستهدف في اللعن مستحقاً لها ومن الملاحظ أن اللعنة ذكرت على أنها شيء (أمر غيبي) يتمكن من الصعود والهبوط والسير إلى اليمين واليسار.
- وقد ذكر محمد رسول الله ﷺ في لعنات في أحاديثه على من يقترف الآثام والخطايا كمن يسب أباه أو أمه، أو يذبح لغير الله أو يتشبه بالرجال من النساء أو يتشبه بالنساء من الرجال أو الذي يضع الوشم أو مارس الجنس مع مثيله أو مع حيوان...إلخ، كما في الأحاديث التالية:
حدثنا زهير بن حرب وسريج بن يونس كلاهما، عن مروان قال زهير: حدثنا: مروان بن معاوية الفزاري حدثنا: منصور بن حيان، حدثنا: أبو الطفيل عامر بن واثلة قال: كنت عند علي بن أبي طالب فأتاه رجل فقال: ما كان النبي ﷺ يسر إليك قال: فغضب، وقال: ما كان النبي ﷺ يسر إلي شيئًا يكتمه الناس غير أنه قد حدثني بكلمات أربع، قال: فقال: ما هن يا أمير المؤمنين، قال: قال: «لعن الله من لعن والده، ولعن الله من ذبح لغير الله، ولعن الله من آوى محدثاً، ولعن الله من غير منار الأرض».
حدثنا: محمد بن سلمة، عن محمد بن إسحاق، عن عمرو بن أبي عمرو، عن عكرمة عن ابن عباس قال: قال النبي: «ملعون من سب أباه، ملعون من سب أمه، ملعون من ذبح لغير الله، ملعون من غير تخوم الأرض، ملعون من كمه أعمى عن طريق، ملعون من وقع على بهيمة، ملعون من عمل بعمل قوم لوط».
- ولم يذكر الإسلام أماكن توصف على أنها «ملعونة» أو ذات تأثير مانع للخير كما لم يعط تفصيلاً محدداً لطبيعة وشكل تأثير اللعنة.
- ومع ذلك لا يعتبر الإسلام اللعن من صفات المسلمين لذلك حذر منه سواء أكان موجهاً بحق مسلم (حياً أم ميتاً) أو بحق كافر (حياً) أو بحق أي شيء أو دابة كما ورد في الحديث الشريف:
عن ابن مسعود رضي الله عنه قال: قال محمد رسول الله ﷺ: «ليس المؤمن بالطعّان ولا اللّعان ولا الفاحش ولا البذيء» (رواه الترمذي).

## لعنة الله
مع أن القرآن الكريم ذكر عدداً من اللعنات إلا أن جميعها كانت صادرة عن الله ولم تكن إحداها مقتصرة في صدورها على أحد من البشر وهي لعنات موجهة نحو المستهدفين من الشياطين والكفار والظالمين والكاذبين بمن فيهم من شهد زوراً في أعراض الناس أومن قتل مؤمناً، ونجد ذلك في عدة مواضع نذكر منها:
- ﴿إِنْ يَدْعُونَ مِنْ دُونِهِ إِلَّا إِنَاثًا وَإِنْ يَدْعُونَ إِلَّا شَيْطَانًا مَرِيدًا ۝١١٧ لَعَنَهُ اللَّهُ وَقَالَ لَأَتَّخِذَنَّ مِنْ عِبَادِكَ نَصِيبًا مَفْرُوضًا ۝١١٨﴾ [النساء:117–118].
- ﴿إِنَّ الَّذِينَ كَفَرُوا وَمَاتُوا وَهُمْ كُفَّارٌ أُولَئِكَ عَلَيْهِمْ لَعْنَةُ اللَّهِ وَالْمَلَائِكَةِ وَالنَّاسِ أَجْمَعِينَ ۝١٦١﴾ [البقرة:161].
- ﴿وَقَالَتِ الْيَهُودُ يَدُ اللَّهِ مَغْلُولَةٌ غُلَّتْ أَيْدِيهِمْ وَلُعِنُوا بِمَا قَالُوا بَلْ يَدَاهُ مَبْسُوطَتَانِ يُنْفِقُ كَيْفَ يَشَاءُ وَلَيَزِيدَنَّ كَثِيرًا مِنْهُمْ مَا أُنْزِلَ إِلَيْكَ مِنْ رَبِّكَ طُغْيَانًا وَكُفْرًا وَأَلْقَيْنَا بَيْنَهُمُ الْعَدَاوَةَ وَالْبَغْضَاءَ إِلَى يَوْمِ الْقِيَامَةِ كُلَّمَا أَوْقَدُوا نَارًا لِلْحَرْبِ أَطْفَأَهَا اللَّهُ وَيَسْعَوْنَ فِي الْأَرْضِ فَسَادًا وَاللَّهُ لَا يُحِبُّ الْمُفْسِدِينَ ۝٦٤﴾ [المائدة:64].
- ﴿وَالْخَامِسَةُ أَنَّ لَعْنَةَ اللَّهِ عَلَيْهِ إِنْ كَانَ مِنَ الْكَاذِبِينَ ۝٧﴾ [النور:7].
- ﴿وَمَنْ يَقْتُلْ مُؤْمِنًا مُتَعَمِّدًا فَجَزَاؤُهُ جَهَنَّمُ خَالِدًا فِيهَا وَغَضِبَ اللَّهُ عَلَيْهِ وَلَعَنَهُ وَأَعَدَّ لَهُ عَذَابًا عَظِيمًا ۝٩٣﴾ [النساء:93].
ويعتبر غضب الله أعظم من لعنته، كما قال أهل التفسير، ففي كتاب (روح المعاني في تفسير القرآن العظيم والسبع المثاني) للألوسي يعتبر اللعن الطرد عن الرحمة، والغضب أعظم منه إلى أن قال: «لا يسلم اختصاص الغضب بالكافر وإن كان أشد من اللعن».

## لعن الشيطان
من الثابت أن الشيطان ملعون من الله كما ورد في القرآن الكريم في: ﴿إن يتبعون إلا شيطاناً مريداً لعنه الله﴾ [النساء:117]، ومع ذلك ينبغي على المسلم عدم لعن الشيطان والاكتفاء بالتعوذ من شره وكيده لأن كيده ضعيف وقد ورد في الحديث الشريف أن رسول الله لم يلعن الشيطان مباشرة بل لعنه فقط بلعنة الله، وكان لهذه اللعنة تأثير قوي ومباشر (غيبي) على إبليس بعد أن هدد محمد رسول الله (ص) بشهاب نار كما يرد الحديث الشريف التالي:
أخبرنا محمد بن سلمة عن ابن وهب عن معاوية بن صالح قال حدثني ربيعة بن يزيد عن أبي إدريس الخولاني عن أبي الدرداء قال: قام رسول الله ﷺ يصلي فسمعناه يقول: «أعوذ بالله منك»، ثم قال:«ألعنك بلعنة الله ثلاثاً»، وبسط يده كأنه يتناول شيئًا فلما فرغ من الصلاة قلنا يا رسول الله قد سمعناك تقول في الصلاة شيئاً لم نسمعك تقوله قبل ذلك ورأيناك بسطت: «إن عدو الله إبليس جاء بشهاب من نار ليجعله في وجهي فقلت أعوذ بالله منك ثلاث مرات ثم قلت ألعنك بلعنة الله فلم يستأخر ثلاث مرات ثم أردت أن آخذه والله لولا دعوة أخينا سليمان لأصبح موثقاً بها يلعب به ولدان أهل المدينة».

## في الثقافات والتراث
تتطلب دراسة أشكال اللعنات نصيباً كبيراً من دراسة كلاً من الدين والتراث الشعبي، وكثيراً ما تكون اللعنة محاولة متعمدة كجزء من ممارسات السحر والشعوذة، وفي الثقافة الهندوسية يعتقد أن للـ (فكير) وهم رجال مبروكين القدرة على المباركة واللعنة على حد سواء.
وتأخذ اللعنة أسماء وأشكالاً محددة تبعأً للثقافات المختلفة، فثقافة (الهودو) وهي من السحر الذي يمارس بين الأمريكيين من أصل إفريقي قدمت لنا فكرة (النحس) و (الظروف الغير مؤاتية) فضلاً عن شكل من أشكال السحر الذي يتقفى آثار الأقدام حيث يتم وضع (أشياء ملعونة)في مسار الضحايا الذين تحل عليهم اللعنات حينما يمشون فيها.
- وفي ثقافة الشرق الأوسط والبحر الأبيض المتوسط نجد أيضاً اعتقاد الإصابة بالعين، والتي قد تكون نتيجة للحسد، ولكن نادراً ما يقال أنها نتيجة للعنة متعمدة ومن أجل الحماية من العين توضع قطعة دائرية من الزجاج الأزرق الداكن مع دائرة بيضاء حول النقطة السوداء في الوسط وتسمى بـ الخرزة الزرقا وهو ما يذكرنا العين البشرية وقد تختلف قطع الحماية في حجمها.
- وكان الشعب الألماني بما في ذلك الهولنديون في ولاية بنسلفانيا يتكلمون بشكل من التمائم السحرية، وكان أكثر التمائم شيوعأً في الماضي تلك التي يراد منها تجفيف أضرعة الأبقار من الحليب أو التسبب في عرج الخيول.
- واستخدم الأبوريغينال من سكان أستراليا الأصليين طريقة يشيرون فيها إلى الشخص المستهدف باللعنة من خلال قطعة تكون على الأغلب عظمة ومع تركيز قوي وطقوس مكرسة يعتقدون أن ذلك يؤدي إلى موت الشخص المستهدف بعد فترة. ورغم أن تلك الممارسة منتشرة فلا تعتبر جريمة بحسب القانون الأسترالي.
أشكال اللعنات في الثقافات
1- أغراض ملعونة
يزعم أن الأغراض التي تسرق من مالكيها الشرعيين أو التي تنهب من صندوقها المحرم تحل عليها اللعنة. ويعتقد أن «ماسة الأمل» تحمل معها لعنة من هذا النوع والتي تجلب سوء الحظ لصاحبها. ومع أن القصص تختلف في تحديد سبب اللعن لكنها تتفق في أن اللعنة تجلب سوء الحظ أو تتجلى معها ظاهرة غير عادية.
وهناك أغراض طالها (النحس) حتى لو لم تكن مسروقة قد لقي (جيمس دين) (1931 - 1955) وهو ممثل سينمائي شهير شاب حتفه في حادث سيارة من موديل بورشيه سبايدر والتي أنتج منها 90 سيارة فقط، فتعاقبت أحداث مأساوية لها صلة بنفس موديل السيارة كان من نتيجتها 5 قتلى وجرحى وعدد ضخم من حوادث الاصطدام. وفي الصورة يظهر جيمس دين مع سيارته وصورة لحادثة تحطم سيارته.
ييدو من الصعب تحديد من كان مسؤولاً عن كافة تلك الأحداث لذلك يميل الناس إلى الاعتقاد بوجود أمر شرير في داخل هذا الشيء يعتقدون أنه تسبب بكل تلك الحوادث بدلاً من أن يلقوا للوم على أفعال كل فرد في كل حادثة.
اقرأ عن الرأس المسكون والمجوهرات الملعونة.

## 2- قصص ملعونة
وفقاً للمؤرخين فإن أمر القصص الملعونة يرجع إلى أوروبا الشرقية في القرن 16 و17 حيث كان الطغاة من الغجر يلقون بلعناتهم في قصة بهدف معاقبة أعدائهم ومن ثم يقطعون ألسنتهم بحيث لا يتمكنوا من رواية القصة مجدداً، ويزعم أن القصة المصابة تؤدي بالضحية إلى أن تتحمل حظاً سيئاً وبطيئاً (إلا إذا جرى تمريرها) إلى أن يوافيها الموت المحقق، لكن إن تمكنت الضحية من تمرير القصة بشكل ما إلى شخص آخر فإنه سيتلقى حظاً جيداً، وإذا ذكرت تفاصيل معينة مطلوبة في القصة فإن هذا يؤدي إلى رفع اللعنة عنها.

## 3- لعنات الفراعنة والمومياوات
هناك اعتقاد ما زال يحظى بشعبية واسعة وله ارتباط بانتهاك قبور الجثث المحنطة أو المومياوات أنفسهم، انتشرت هذه الفكرة على نطاق واسع بحيث أصبح لها دعامة لثقافة شعبية نجدها خصوصاً في أفلام الرعب (وإن كانت اللعنة مخبأة بالأصل، مع حصول سلسلة من حالات الوفاة الغامضة وغيرها).
ويفترض أن «لعنة الفراعنة» أصبحت هاجس علماء الآثار الذين حفروا قبر الملك الفرعوني (توت عنخ آمون) حيث كان على قبره لعنة واضحة كتبها كاهن قديم مهدداً أي شخص ينتهك فناءه وقد حاصرت شكوك مريبة ومماثلة أعمال حفريات وفحص مومياء جبال الألب (الطبيعية، وليست المحنطة) والذي دعي (أوتزي - رجل الثلج).
وعلى الرغم من شيوع هذه اللعنات نتيجة للإثارة التي ساهم فيها الصحفيين البريطانيين في القرن 19 فإن قدماء المصريين في الواقع وضعوا علامات معروفة في النقوش بهدف حماية معابدهم وأضرحتهم وحتى ممتلكاتهم.
وفي الصورة يظهر شاهد من الحجر الجيري من (منديس) يرجع إلى السلالة الفرعونية الـ 12 وعليه نص منقوش يحتفل بوهب قطعة أرض لإقامة معبد مصري عليها ويضع لعنة على كل من يسيئ أو يدنس تلك الأرض. اقرأ المزيد عن لعنة الفراعنة.

## 4- أماكن ملعونة
يقال أن معالم معينة أو مناطق محلية تكون «ملعونة» مثل جلاميد (بابيندا)بجوار بلدة بابيندا - ولاية كوينزلاند على منتصف الساحل الشمالي - أستراليا، وهو مكان معروف بأنه «مسبح الشيطان» وهو مجموعة من البحيرات الطبيعية والمعروف بأنها تشكل خطراً كبيراًَ على المسافرين من الفتية لكن لم يحصد أبداً أرواح السكان المحليين أو الإناث. وهناك الخلاف حول الأخطار كما أن جغرافية المكان الطبيعية محفوفة بالمخاطر بسبب الصخور (الجلاميد) والتيارات المائية التي تتحرك بسرعة، كما أن للسكان الأصليين (أبوريغينال)أسطورة عن هذا المكان تمنحه صفة (لعنة تاريخية).

## في السياسة
- اشتهرت لعنة (تيكومسيه) على أنها سببت وفيات لرؤساء الولايات المتحدة الأمريكية المنتخبين في السنوات القابلة للقسمة على 20، بدءاً من عام 1840. ويبدو أن لهذه اللعنة المزعومة كانت نائمة بخصوص الرئيس (رونالد ريغان) الذي انتخب في عام 1980 حيث نجا من محاولة اغتيال وكذلك (جورج دبليو بوش) الذي انتخب في عام 2000 ونجا من الاغتيال على الرغم من وجود هجوم إرهابي كبير خلال فترة رئاسته التي امتدت لـ 8 سنوات أمضاها في رئاسة الجمهورية.
- يزعم أن (بلسا دينورا) Pulsa diNura قد استخدمها المتدينين المحافظين في إسرائيل ضد السياسيين، كان إحداها ضد (اسحق رابين) رئيس الوزراء الأسبق قبل شهر من حادثة اغتياله 1995 في حين استخدمت الأخرى ضد أرييل شارون قبل 6 أشهر من إصابته بجلطة وضعته في غيبوبة دائمة في عام 2006.
وتعتبر (بلسا دينورا) صلاة كابالاية (اقرأ عن الكابالا) مثيرة للجدل يطلب فيها من الرب منع أي مغفرة لخطايا الشخص المستهدف أو تتسبب بوفاته أو تجلب الحظ السيئ عليه لمدى بعيد أو تبطل ممارسته أو أداء وظيفته في المجتمع.
- وفي الولايات المتحدة الأمريكية حقق (وايلي دريك) وهو قس معمداني في ولاية كاليفورنيا سمعة سيئة لتفاخره بقيامه بالصلاة لموت (باراك أوباما) الرئيس الأمريكي الحالي، وكان قد استخدم هذه الصلاة من قبل ضد موظفين في دائرة الإيرادات الداخلية، ولهذا القس دور مع جماعة «الأمريكيون المتحدون للفصل بين الكنيسة والدولة» و (تيلر جورج) الذين قادوا حملة للتشكيك في جنسية (باراك أوباما) في قضية 2009، وقال القس أنه تراجع في وقت لاحق عن صلاته تلك ودعا المسيحيين الآخرين على الامتناع عن اتخاذ إجراءات مماثلة إلى أن تتم محاكمة (باراك أوباما) بتهمة الخيانة العظمى. وكانت صلوات أخرى مشابهة لموت (أوباما)قد قام بها (ستيفن أندرسون) القس المعمداني في أريزونا و (لابورتيه) و (بيت بيتيرز) القس المعمداني في ولاية كولورادو.

## في الرياضة
استخدم عدد من اللعنات لتفسير فشل أو مصائب فرق رياضية محددة كاللاعبين وحتى في مدن محددة فعلى سبيل المثال :
- لم يتمكن أي فائز في بطولة العالم للعبة السنوكر من الدفاع عن لقبه بنجاح منذ أن عقدت البطولة أول مرة في مسرح (كروسيبل)في شيفيلد في عام 1977 وقد يعزى هذا على نطاق واسع إلى «لعنة كروسيبل».
- تستخدم لعنة عنزة بيلي لتفسير خسارات فريق (شيكاغو كبز)في لعبة البيسبول الذي لم يتمكن من الفوز في أي بطولة عالمية منذ عام 1908 وفي أي بطولة وطنية منذ عام 1945.

## اقرأ أيضا
- شعوذة